# Virgen de Itatí

La Virgen de Itatí es una advocación mariana venerada en la ciudad de Itatí, provincia de Corrientes, Argentina. 

## Historia
La historia tiene su origen en una de las orillas del Río Paraná en la Argentina. Los relatos alrededor de la figura religiosa datan del siglo XVI, cuando en los primeros años un grupo franciscano arribó a las costas de tierra que eran posesión del cacique Yaguarón. Los visitantes trajeron consigo una imagen de la Inmaculada Concepción que fue ubicada en el que sería el primer oratorio construido a mano, lugar al que acudían a venerarla los indios guaraníes.
Al pasar el tiempo, una tribu atacó la zona y la estatuilla desapareció sin dejar rastros, aunque apareció días después sobre unas rocas blancas en la costa del río, cerca de la pequeña capilla que le habían construido. Acto seguido, los guaraníes la devolvieron a su lugar original, pero no tardó en volver a abandonar el sitio. Los lugareños no encontrar otra explicación que no fuera el obrar divino.
La historia se repitió en distintas ocasiones por lo que los franciscanos resolvieron dejarla en el lugar que la habían encontrado, debido a que "era una elección de María", y trasladar la comunidad en la que vivían hacia allí. En una de las oportunidades que la imagen desapareció, la encontraron posada sobre una piedra que irradiaba luz y, según reza la leyenda, una música de procedencia desconocida acompañaba aquella postal. Se dice que aquellas rocas eran piedras calizas o blancas, que en guaraní se traduce a itá morotí, dando su abreviación el origen al nombre de la Virgen de Itatí, “punta de piedra”.
Un siglo más tarde de la llegada, los misioneros construyeron un nuevo oratorio en honor a la santa a tan sólo unos metros del río. Entonces se comenzó a poblar la zona que luego se conocería como el municipio de Itatí. Fray Luis de Gamarra era un sacerdote del lugar y presenció la primera transfiguración de la Virgen. Sobre el hecho, expresó: “Se produjo una extraordinaria mudanza del rostro y estaba tan linda y hermosa que jamás tal la había visto”.
Hoy en día, la Basílica de Itatí es una de las más importantes de la región, y la Virgen de Itatí una de las figuras que más devotos reúne a lo largo del territorio nacional. Paraguayos, uruguayos y brasileros suelen cruzar el charco para alabar a la Inmaculada.
Son muchas las maravillas que se les atribuyen. La Virgen de Itatí con el correr de los años se consagró como principal cuidadora de los pueblos que habitaban la zona, y se le atribuyen curaciones y eventos imposibles. Uno de ellos es la historia que ocurrió en el siglo XVIII cuando una enorme tribu llegó violentamente a la entrada de Itatí para atacar el lugar.
Los indios estaban por comenzar el ataque, pero -cuentan- el suelo se abrió de repente creando así una profunda zanja que les imposibilitaba seguir el paso. Pasmados por lo que acababan de ver, los invasores huyeron de la ciudad. En tanto que los residentes de Itatí fueron de inmediato a la iglesia para darle las gracias a la estatuilla sagrada que los había salvado a ellos de morir en el ataque, y al pueblo de ser completamente destruido.

La devoción se remonta a una tradición jesuítica, según la cual el rezo de un rosario habría salvado al misionero franciscano español Luis de Bolaños y los aborígenes que este había convertido al catolicismo de un ataque de nativos que combatían a los conquistadores. La tradición del pueblo afirma que el paso del arroyo Yaguarí se abrió por la mitad (similar a lo sucedido en el relato bíblico de Moisés) y los rebeldes emprendieron la retirada y se dispersaron, quedando el pueblo de Itatí a salvo, gracias a la intervención de la Virgen. El pueblo al ser testigo del hecho  acudió a la Virgen en acción de gracias.
Hoy es la patrona de la provincia de Corrientes, y goza de gran devoción popular. La Basílica de Nuestra Señora de Itatí montada para sus fieles es uno de los principales centros de peregrinación católica del país[cita requerida].
la morenita de argentina tiene una profunda devoción como la advocación de la virgen de Guadalupe en México.
¿Por qué es tan venerada esta virgen? Considerada como reina del Paraná y reina del amor, la Virgen de Itatí que se proclamó 23 de abril de 1918 como patrona y protectora de las provincia de Corrientes y Misiones. En realidad conmemora su fiesta religiosa el 9 de julio, sin embargo fue un día como hoy pero 121 años atrás que fue coronada por la máxima figura de la Iglesia Católica, en aquel entonces el Papa León XIII. Le reza quien quiere bendiciones para el agua pero también en sus vínculos.

## Galería de imágenes
|                              |
| Imagen de la Virgen de Itatí |

|                                                                                    |
| Virgen de Itatí (fotografía de la Oficina de Prensa del Arzobispado de Corrientes) |

| |
| Vista frontal de la Basílica de Itatí, centro de peregrinación de los devotos a esta advocación mariana. |